# گودان خان
گودان (کدن، خودان) (۱۲۵۱–۱۶۰۶) نوه چنگیز خان بود و تا قبل از به قدرت رسیدن قوبلای‌خان اداره بیشتر مناطق چین را در دست داشت. او دومین پسر اوگتای‌خان و توراگینا خاتون و برادر گیوک خان بود. او عمدتاً به نام گودان‌خان شناخته می‌شود، گرچه لقب سلطنتی خان به او داده نشده بود.
گودان دستور حمله به تبت را صادر کرد؛ دستوری که توسط دورد دارخان (معروف به دورتا) در سال ۱۲۴۰ انجام شد.